# سوزان لنجلن

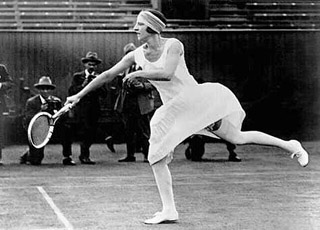
سوزان لنجلن

سوزان لنجلن (بالفرنسية: Suzanne Lenglen)‏ ‏(24 مايو 1899 - 4 يوليو 1938) هي لاعبة تنس فرنسية. تُعتبر أول لاعبة دولية فرنسية. وقد حصلت سوزان على 31 بطولة في الفترة مابين 1914 و1926. ويمكن اعتبارها المسيطرة على لعبة تنس السيدات منذ الحرب العالمية الأولى وحتى عام 1926. وقد فازت سوزان في 241 مباراة متتالية وحققت 181 لقبًا، ووصلت نتيجة أحد مبارياتها إلى 341 نقطة لصالحها مقابل 7 نقاط للخصم وهو ما لا يمكن تخيل تكرار حدوثه في عالم التنس اليوم.

## طفولتها وحياتها الأسرية
ولدت سوزان في باريس لوالدها كارليس (Charles) ووالدتها آنيس (Anaïs). وفي طفولتها عانت سوزان من مشاكل صحية عديدة منها الربو مما جعلها هزيلة وضعيفة، فقررت والدتها أن تدفع بابنتها للعب التنس لتكتسب بعض القوة. وشاركت سوزان لأول مرة في لعب التنس عام 1910 فأُعجبت باللعبة واستمتعت بها فقرر والدها أن يزيد من تدريبها على اللعب.
وبعد 4 سنوات فقط من أول مارسة لسوزان للعبة التنس كانت قد وصلت لنهائي البطولة الفرنسية للتنس عام 1914 وعمرها لم يتجاوز 14 عام. ولكنها خسرت أمام حاملة اللقب مارغريت بروكويديس (Marguerite Broquedis) بنتائج 5–7، 6–4، 6–3. وفي نفس العام ربحت سوزان البطولة العالمية للملاعب الصلبة والمقامة في بلدية سان كلو في باريس وقد أتمت عامها الخامس عشر أثناء البطولة، مما جعلها أصغر رابحة في واحدة من أكبر بطولات التنس في تاريخ التنس بأكمله.

## هيمنتها على لعبة التنس
توقفت بطولات لعبة كرة المضرب في فرنسا حتى عام 1920، ولكن عقدت بطولة ويمبلدون في لندن عام 1919. فشاركت سوزان في البطولة وقابلت حامل اللقب لسبع مرات دورثيا دوجلاس في المباراة النهائية. وأصبحت هذه المباراة علامة فارقة في تاريخ لعبة كرة المضرب، وذلك بحضور 8000 متفرج منهم جورج الخامس ملك المملكة المتحدة والسيدة ماري تك زوجته.
بعد التعادل في الجولتين الأولى والثانية، تقدمت سوزان في الجولة الثالثة بنتيجة 4-1، ثم قامت سوزان بتغيير مضربها عندما تمزقت شبكته وتضرر الإطار المصنوع من الخشب. ثم حققت سوزان النصر بنتيجة 10–8، 4–6، 9–7.

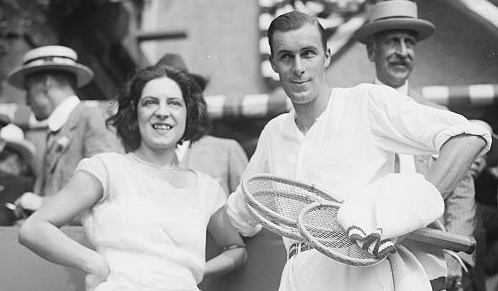
سوزان وهي ترتدي زيًا يكشف عن ذراعها

لم يكن أداء سوزان وحده هو اللافت للأنظار، وإنما زيها الكاشف عن جزء كبير ذراعها بدءًا من منطقة الساعد بينما كانت ترتدي باقي اللاعبات ألبسة تغطي الجسم كله تقريبًا. كما أصيب المتفرجون بالدهشة عندما وجدوا سوزان ترتشف بعضًا من مشروب البراندي المسكر بين جولات المباراة.
ثم شاركت سوزان في دورة الألعاب الأولمبية الصيفية 1920 واكتسحت لعبة كرة المضرب الفردية النسائية ولم تخسر في طريقها للميدالية الذهبية سوى 4 مباريات، 3 من هذه المباريات كان أمام منافستها البريطانية دوروثي هولمان. ثم لعبت بالمشاركة مع ماكس ديكوجيس (Max Décugis) في كرة المضرب الزوجية المختلطة وحصلا معًا على الميدالية الذهبية. ثم لعبت بالمشاركة مع (Élisabeth d'Ayen) في كرة المضرب الزوجية النسائية وحصلا معًا على الميدالية البرونزية بعد انسحاب خصميهما.
وقد فازت سوزان بكل بطولات التنس الفردي في بطولة ويمبلدون كل عام بدءًا من 1919 وحتى عام 1925 باستثناء عام 1924 وفيه منعتها ظروفها الصحية من الانسحاب بعد فوزها في الدور ربع النهائي. وبقيت سوزان هي آخر فرنسية تحصل على بطولة ويمبلودن في رياضة التنس الفردية للسيدات حتى عام 2006 عندما فازت بها إميلي موريسمو (Amélie Mauresmo).
وفي الفترة ما بين 1920 و1926، حصدت سوزان الفوز في 6 بطولات فرنسية للتنس الفردي للسيدات، و5 بطولات للتنس الزوجي للسيدات، بالإضافة إلى 3 بطولات الملاعب الصلبة منذ عام 1921 و1923.
وقد قامت سوزان بتسجيل فيلم تعليمي بعنوان (كيف تلعب التنس) والذي عرض عام 1922.

## هزيمتها في الولايات المتحدة الأمريكية
ذهبت سوزان إلى الولايات المتحدة الأمريكية للمشاركة في بعض المبارايات الاستعراضية لجمع التبرعات لإعادة بناء المناطق المتضررة من الحرب العالمية الأولى في فرنسا.
واجهت سوزان في طريقها لمدينة نيويورك عاصفة شديدة أدت إلى تأخير موعد وصولها وإصابتها بالمرض الشديد. وعند وصولها فوجئت سوزان بأنه قد تم إدراج اسمها ضمن المشاركين في بطولة أمريكا لكرة المضرب وذلك دون أخذ موافقتها. وتحت الضغط الإعلامي والشعبي الكبير وافقت سوزان على المشاركة في البطولة رغم إصابتها الشديدة بالسعال الديكي. وكان على سوزان مواجهة اللاعبة الأمريكية الرائدة إلانور جوس والتي سرعان ما هُزمت قبل وصولها للمبارة بينها وبين سوزان، مما جعل سوزان تقابل اللاعبة النرويجية مولا مالوري (Molla Mallory) كخصمها الأول.
هُزمت سوزان في الجولة الأزلى أمام مولا مالوري، وفي بداية الجولة الثانية انتابت صوزان نوبة شديدة من الكحة مما جعلها عاجزة عن استكمال المباراة وأجبرها على الانسحاب. هتف الجمهور بشدة ضد انسحاب سوزان وتناولتها وسائل الإعلام بالنقد الشديد رغم تأكيد الطبيب المختص على مرض سوزان ومنعها من استكمال اللعب. غادرت سوزان الولايات المتحدة الأمريكية مهزومة ومحبطة.
فور تعافيها أعلنت سوزان أنه مستعدة للعودة وتصحيح ما فات. وفي نهائي بطولة ويمبلدون لفردي السيدات قابلت سوزان منافستها مولا مرة ثانية لتهزمها في مباراة لم تتجاوز مدتها 26 دقيقة فقط بنتيجة 6–2، 6–0 في أسرع وأقصر مباراة تنس سيدات في تاريخ لعبة التنس. ويقال أن سوزان عندما تقدمت لتحية مولا مالوري عند الشبكة في منتصف الملعب كما هو المعتاد بعد نهاية مباريات التنس قامت سوزان بافتعال كحة بسيطة للسخرية مما حدث سابقًا.

## الميداليات
| الميدالية | المسابقة                                      |
| --------- | --------------------------------------------- |
| ذهبية     | الألعاب الأولمبية الصيفية 1920 (فردي السيدات) |
| ذهبية     | الألعاب الأولمبية الصيفية 1920 (زوجي مختلط)   |

## الألقاب
- بطولة فرنسا الدولية 16 لقب
  - فردي: 1920، 1921، 1922، 1923، 1925، 1926 1927
  - زوجي: 1920، 1921، 1922، 1923، 1925، 1926
  - زوجي مختلط: 1920، 1921، 1922، 1923، 1925، 1926
- بطولة ويمبلدون: 15 لقب
  - فردي: 1919، 1920، 1921، 1922، 1923، 1925
  - زوجي: 1919، 1920، 1921، 1922، 1923، 1925
  - زوجي مختلط: 1920، 1922، 1925
- ميداليتين ذهبيتين وميدالية بروزية خلال ألعاب 1920.

## وفاتها
أُصيبت سوزان في شهر يونيو من عام 1938 بمرض اللوكيميا وبعد 3 أسابيع فقط أصيبت بالعمى، وكتبت الصحافة الفرنسية عن تدهور حالة سوزان بسرعة كبيرة. وفي الشهر التالي توفيت سوزان بسبب فقر الدم الخبيث ودفنت بالقرب من باريس.

## روابط خارجية
- سوزان لنجلن على موقع IMDb (الإنجليزية)
- سوزان لنجلن على موقع الموسوعة البريطانية (الإنجليزية)
- سوزان لنجلن على موقع قاعدة بيانات الفيلم (الإنجليزية)
- سوزان لنجلن على موقع الاتحاد الدولي لكرة المضرب (الإنجليزية)
- سوزان لنجلن على موقع قاعة مشاهير كرة المضرب الدولية (الإنجليزية)
- سوزان لنجلن على موقع بطولة ويمبلدون (الإنجليزية)
- سوزان لنجلن على موقع اللجنة الأولمبية الدولية (الإنجليزية)
- سوزان لنجلن على موقع أوليمبيديا (الإنجليزية)